# Гендреус, Генрих Иосипович
Генрих Иосипович Гендреус (1922—1994) — сержант Советской Армии, участник Великой Отечественной войны, Герой Советского Союза (1944).

## Биография
Генрих Гендреус родился 5 сентября 1922 года в деревне Зимитицы (ныне — Волосовский район Ленинградской области) в семье крестьянина. Окончил шесть классов школы, после чего работал слесарем на заводе «Горн» в Волосово. В 1941 году Гендреус был призван на службу в Рабоче-крестьянскую Красную Армию. С июля того же года — на фронтах Великой Отечественной войны. Участвовал в боях на Центральном, Белорусском, 1-м Белорусском фронтах. К сентябрю 1943 года гвардии сержант Генрих Гендреус командовал пулемётным отделением 239-го гвардейского стрелкового полка 76-й гвардейской стрелковой дивизии 61-й армии Центрального фронта. Отличился во время битвы за Днепр.
28 сентября 1943 года Гендреус в числе передовой группы из девяти солдат переправился через Днепр в Брагинском районе Гомельской области Белорусской ССР. В группу, помимо Гендреуса, вошли также Георгий Масляков, Акан Курманов, Василий Русаков, Алексей Голоднов, Иван Болодурин, Арсентий Матюк, Иван Заулин, Пётр Сафонов. На западном берегу бойцы ворвались в немецкую траншею, захватили противотанковое орудие и пулемёт, после чего отразили контратаку вражеских сил численностью до роты. Своими действиями группа содействовала успешной переправе через Днепр 239-го гвардейского полка.
Указом Президиума Верховного Совета СССР «О присвоении звания Героя Советского Союза генералам, офицерскому, сержантскому и рядовому составу Красной Армии» от 15 января 1944 года за «образцовое выполнение боевых заданий командования по форсированию реки Днепр и проявленные при этом мужество и героизм» гвардии сержант Генрих Гендреус был удостоен высокого звания Героя Советского Союза с вручением ордена Ленина и медали «Золотая Звезда» за номером 4551.
В 1946 году Гендреус был демобилизован. Работал директором совхоза. Проживал в Таллине, умер 14 апреля 1994 года.
Был также награждён орденами Отечественной войны 1-й степени и Красной Звезды, а также рядом медалей.